# Elementy z listy reprezentatywnej niematerialnego dziedzictwa kulturowego w Europie i Ameryce Północnej
Poniżej przedstawiono wykaz elementów z listy reprezentatywnej niematerialnego dziedzictwa kulturowego UNESCO w Europie i Ameryce Północnej. Listę uporządkowano w kolejności alfabetycznej według krajów (stan na rok 2020).

## Albania(3)
|  | Albański ludowy śpiew izopolifoniczny | 2005/2008  |
|  | Transhumancja, sezonowy wypas zwierząt gospodarskich – wpis wraz z Andorą, Austrią, Chorwacją, Francją, Grecją, Hiszpanią, Luksemburgiem, Rumunią i Włochami | 2019, 2023 |
|  | K’cimi – tradycyjny taniec mieszkańców Tropojë | 2024       |

## Andora(2)
|  | Obchody święta ognia w Pirenejach – wpis wraz z Francją i Hiszpanią | 2015 |
|  | Święto Niedźwiedzia w Pirenejach – wpis wraz z Francją              | 2022 |

## Austria(7)
|  | Sokolnictwo – wpis wraz z Arabią Saudyjską, Belgią, Czechami, Francją, Hiszpanią, Katarem, Koreą, Maroko, Mongolią, Niemcami, Portugalią, Syrią, Węgrami i Zjednoczonymi Emiratami Arabskimi | 2012 |
|  | Pochód karnawałowy Schemenlaufen w Imst | 2012 |
|  | Jeździectwo i Hiszpańska Szkoła Jazdy w Wiedniu | 2015 |
|  | Zarządzanie ryzykiem lawinowym – wpis wraz ze Szwajcarią | 2018 |
|  | Tkanina drukowana – drukowanie i farbowanie indygo w Europie – wpis wraz z Czechami, Niemcami, Węgrami i Słowacją                                                                            | 2018 |
|  | Transhumancja, sezonowy wypas zwierząt gospodarskich – wpis wraz z Albanią, Andorą, Chorwacją, Francją, Grecją, Hiszpanią, Luksemburgiem, Rumunią i Włochami                                 | 2019 |
|  | Flisactwo – wpis wraz z Czechami, Hiszpanią, Łotwą, Niemcami i Polską | 2022 |

## Belgia(14)
|  | Karnawał w Binche | 2003/2008 |
|  | Pochód olbrzymów i smoków w Belgii i Francji – wpis wraz z Francją | 2005/2008 |
|  | Procesja Świętej Krwi w Brugii | 2009      |
|  | Krakelingen i Tonnekensbrand – święto ognia i chleba pod koniec zimy w Geraardsbergen | 2010      |
|  | Houtem Jaarmarkt – doroczny jarmark zimowy i targ bydła w Sint-Lievens-Houtem | 2010      |
|  | Karnawał w Aalst | 2010      |
|  | Obrzęd przejścia w Leuven – obrzęd po osiągnięciu przez mężczyznę czterdziestego roku życia                                                                                                   | 2011      |
|  | Marsze w Entre-Sambre-et-Meuse | 2012      |
|  | Sokolnictwo – wpis wraz z Arabią Saudyjską, Austrią, Czechami, Francją, Hiszpanią, Katarem, Koreą, Maroko, Mongolią, Niemcami, Portugalią, Syrią, Węgrami i Zjednoczonymi Emiratami Arabskimi | 2012      |
|  | Konne połowy krewetek w Oostduinkerke | 2013      |
|  | Kultura piwa w Belgii | 2016      |
|  | Ommegang w Brukseli – coroczna procesja historyczna i festiwal | 2019      |
|  | Sztuka muzyczna waltornistów – technika instrumentalna połączona ze śpiewem, kontrola oddechu, vibrato, rezonans miejsca i towarzyskość – wpis wraz z Francją, Luksemburgiem i Włochami       | 2020      |
|  | Zawody na szczudłach w Namur | 2021      |

## Białoruś(3)
|  | Kult wizerunku Matki Boskiej Budsławskiej                           | 2018 |
|  | Kultura bartnicza – wpis wraz z Polską                              | 2020 |
|  | Wyplatanie przedmiotów ze słomy – sztuka, rękodzieło i umiejętności | 2022 |

## Bośnia i Hercegowina(4)
|  | Zmijanjski haft                      | 2014 |
|  | Snycerstwo w Konjicu                 | 2017 |
|  | Zbiór ożanki górskiej na górze Ozren | 2018 |
|  | Zawody w koszeniu trawy w Kupres     | 2020 |

## Bułgaria(6)
|  | Bistriszkite babi – archaiczna polifonia, tańce i praktyki rytualne z regionu Szopłuk (bułg. Шоплук)                                             | 2005/2008 |
|  | Nestinarstwo – taniec na rozżarzonych węglach, doroczny rytuał wiosenno-letni obchodzony w dniach Świętych Konstantyna i Heleny (3 i 4 czerwca)  | 2009      |
|  | Kilimy z Cziprowci – kilimy tkane w tradycyjny sposób na pionowym krośnie, z materiałów barwionych naturalnymi barwnikami, pochodzącymi z roślin | 2014      |
|  | Surwa – święto ludowe w regionie Pernika | 2015      |
|  | Praktyki kulturowe związane z 1 marca – wpis wraz z Macedonią Północną, Mołdawią i Rumunią                                                       | 2017      |
|  | Śpiew polifoniczny „na wisoko” ze wsi Dolen i Satowcza w południowo-zachodniej Bułgarii                                                          | 2021      |

## Chorwacja(15)
|  | Karnawałowa Parada Dzwonników w północno-zachodniej Chorwacji                                                                             | 2009 |
|  | Obchody uroczystości św. Błażeja, patrona Dubrownika                                                                                      | 2009 |
|  | Chorwacka sztuka koronkarstwa | 2009 |
|  | Nocna procesja „Za Krzyżem” na wyspie Hvar                                                                                                | 2009 |
|  | Wiosenna Procesja Królów i Królowych w Gorjani                                                                                            | 2009 |
|  | Tradycja wyrobu drewnianych zabawek dla dzieci z regionu Hrvatsko zagorje                                                                 | 2009 |
|  | Dwugłosowy śpiew i muzyka w skali istryjskiej                                                                                             | 2009 |
|  | Sztuka wyrobu pierników z Północnej Chorwacji                                                                                             | 2010 |
|  | Sinjska Alka – turniej rycerski w Sinj | 2010 |
|  | Muzyka Bećarac we wschodniej Chorwacji | 2011 |
|  | Nijemo Kolo – tradycyjny taniec w Dalmacji                                                                                                | 2011 |
|  | Klapa – tradycja wielogłosowego śpiewu mężczyzn w Dalmacji                                                                                | 2012 |
|  | Dieta śródziemnomorska – wpis wraz z Cyprem, Hiszpanią, Grecją, Marokiem, Portugalią i Włochami                                           | 2013 |
|  | Sztuka kamiennych murów bez zaprawy – wiedza i technika – wpis wraz z Cyprem, Francją, Grecją, Hiszpanią, Słowenią, Szwajcarią i Włochami | 2018 |
|  | Međimurska popevka – pieśń ludowa z Međimurja                                                                                             | 2018 |

## Cypr(5)
|  | Tradycje koronkarskie z Lefkary | 2009 |
|  | Zawody poetyckie Tsiattista | 2011 |
|  | Dieta śródziemnomorska – wpis wraz z Chorwacją, Hiszpanią, Grecją, Marokiem, Portugalią i Włochami                                           | 2013 |
|  | Sztuka kamiennych murów bez zaprawy – wiedza i technika – wpis wraz z Chorwacją, Francją, Grecją, Hiszpanią, Słowenią, Szwajcarią i Włochami | 2018 |
|  | Śpiew bizantyjski – wpis wraz z Grecją | 2019 |

## Czechy(8)
|  | Slovácky Verbuňk – taniec rekrutów regionu Slovácko | 2005/2008 |
|  | Obrzędy końca karnawału – procesje od drzwi do drzwi i maski na wsiach regionu Hlineckiego                                                                                                  | 2009      |
|  | Pochód Królów w południowo-wschodnich Czechach | 2011      |
|  | Sokolnictwo – wpis wraz z Arabią Saudyjską, Austrią, Belgią, Francją, Hiszpanią, Katarem, Koreą, Maroko, Mongolią, Niemcami, Portugalią, Syrią, Węgrami i Zjednoczonymi Emiratami Arabskimi | 2012      |
|  | Lalkarstwo w Czechach i na Słowacji – wpis wraz ze Słowacją | 2016      |
|  | Tkanina drukowana – drukowanie i farbowanie indygo w Europie – wpis wraz z Austrią, Niemcami, Węgrami i Słowacją                                                                            | 2018      |
|  | Ręczna produkcja ozdób choinkowych z dmuchanych szklanych koralików | 2020      |
|  | Flisactwo – wpis wraz z Austrią, Hiszpanią, Łotwą, Niemcami i Polską | 2022      |

## Estonia(4)
|  | Bałtyckie festiwale pieśni – wpis wraz z Litwą i Łotwą | 2003/2008 |
|  | Przestrzeń kulturowa Kihnu                             | 2003/2008 |
|  | Leelo – polifoniczny śpiew z regionu Setumaa           | 2009      |
|  | Tradycje związane z sauną dymną w Võrumaa              | 2014      |

## Finlandia(3)
|  | Kultura sauny w Finlandii                                                                               | 2020 |
|  | Gra na skrzypcach w Kaustinen                                                                           | 2021 |
|  | Tradycje związane z nordyckimi łodziami klinkierowymi – wpis wraz z Danią, Islandią, Norwegią i Szwecją | 2021 |

## Francja(20)
|  | Pochód olbrzymów i smoków w Belgii i Francji – wpis wraz z Belgią | 2005/2008 |
|  | Sztuka tkania gobelinów z Aubusson | 2009      |
|  | Tradycja muzyczna Maloya | 2009      |
|  | Tradycja trasowania przy konstruowaniu budowli drewnianych | 2009      |
|  | Francuska tradycja biesiadna | 2010      |
|  | Koronka z Alençon – technika koronkarska wykonywania koronki igłowej z Alençon | 2010      |
|  | Compagnonnage – francuski system nauki zawodu w dziedzinach związanych z kamieniarstwem, ciesielstwem, kowalstwem, rymarstwem, tkactwem i gastronomią                                        | 2010      |
|  | Francuska tradycja jeździecka | 2011      |
|  | Fest-noz – bretońska zabawa taneczna | 2012      |
|  | Sokolnictwo – wpis wraz z Arabią Saudyjską, Austrią, Belgią, Czechami, Hiszpanią, Katarem, Koreą, Maroko, Mongolią, Niemcami, Portugalią, Syrią, Węgrami i Zjednoczonymi Emiratami Arabskimi | 2012      |
|  | Procesje w Limousin | 2013      |
|  | Gwoka – muzyka, śpiew, taniec i praktyki kulturalne, reprezentatywne dla tożsamości ludności Gwadelupy                                                                                       | 2014      |
|  | Obchody święta ognia w Pirenejach – wpis wraz z Andorą i Hiszpanią | 2015      |
|  | Karnawał w Granville | 2016      |
|  | Sztuka kamiennych murów bez zaprawy – wiedza i technika – wpis wraz z Chorwacją, Cyprem, Grecją, Hiszpanią, Słowenią, Szwajcarią i Włochami                                                  | 2018      |
|  | Umiejętności związane z perfumami w Pays de Grasse – uprawa roślin perfumeryjnych, wiedza i przetwarzanie naturalnych surowców oraz sztuka kompozycji perfum                                 | 2018      |
|  | Alpinizm – wpis wraz ze Szwajcarią i Włochami | 2019      |
|  | Rzemiosło zegarmistrzostwa i sztuka mechaniki zegarków – wpis wraz ze Szwajcarią | 2020      |
|  | Sztuka muzyczna waltornistów – technika instrumentalna połączona ze śpiewem, kontrola oddechu, vibrato, rezonans miejsca i towarzyskość – wpis wraz z Belgią, Luksemburgiem i Włochami       | 2020      |
|  | Sztuka szklanych koralików – wpis wraz z Włochami | 2020      |
|  | Święto Niedźwiedzia w Pirenejach – wpis wraz z Andorą | 2022      |

## Grecja(8)
|  | Dieta śródziemnomorska – wpis wraz z Chorwacją, Cyprem, Hiszpanią, Marokiem, Portugalią i Włochami                                                            | 2010       |
|  | Umiejętności związane z uprawą mastyksu na wyspie Chios | 2014       |
|  | Rzemiosło związane z obróbka marmuru z Tinos | 2015       |
|  | Momoeria – obchody noworoczne w ośmiu wsiach regionu Kozani w Macedonii Zachodniej                                                                            | 2016       |
|  | Rebetiko | 2017       |
|  | Sztuka kamiennych murów bez zaprawy – wiedza i technika – wpis wraz z Chorwacją, Cyprem, Francją, Hiszpanią, Słowenią, Szwajcarią i Włochami                  | 2018       |
|  | Śpiew bizantyjski – wpis wraz z Cyprem | 2019       |
|  | Transhumancja, sezonowy wypas zwierząt gospodarskich – wpis wraz z Albanią, Andorą, Austrią, Chorwacją, Francją, Hiszpanią, Luksemburgiem, Rumunią i Włochami | 2019, 2023 |

## Hiszpania(17)
|  | Misterium w Elche | 2001/2008 |
|  | Patum w Berga | 2005/2008 |
|  | Trybunały Irygacyjne śródziemnomorskiego wybrzeża Hiszpanii – Rada Mędrców w Murcji, Trybunał Wodny w Walencji                                                                             | 2009      |
|  | Język gwizdów z wyspy La Gomera | 2009      |
|  | Pieśń Sybilli z Majorki | 2010      |
|  | Flamenco | 2010      |
|  | Castell w regionie Katalonii i Walencji | 2010      |
|  | Dieta śródziemnomorska – wpis wraz z Chorwacją, Cyprem, Grecją, Marokiem, Portugalią i Włochami                                                                                            | 2010      |
|  | Święto Matki Bożej Dobrego Zdrowia w Algemesí, na przedmieściach Walencji | 2011      |
|  | Doroczne święto dziedzińców (ukwiecone patia) w Kordowie | 2012      |
|  | Sokolnictwo – wpis wraz z Arabią Saudyjską, Austrią, Belgią, Czechami, Francją, Katarem, Koreą, Maroko, Mongolią, Niemcami, Portugalią, Syrią, Węgrami i Zjednoczonymi Emiratami Arabskimi | 2012      |
|  | Obchody święta ognia w Pirenejach – wpis wraz z Andorą i Francją | 2015      |
|  | Święto Ognia w Walencji | 2016      |
|  | Sztuka kamiennych murów bez zaprawy – wiedza i technika – wpis wraz z Chorwacją, Cyprem, Francją, Grecją, Słowenią, Szwajcarią i Włochami                                                  | 2018      |
|  | Tamborada – rytuał bębnów | 2018      |
|  | Wytwarzanie ceramiki talavera w stanach Puebla i Tlaxcala (Meksyk) oraz ceramiki w Talavera de la Reina i El Puente del Arzobispo (Hiszpania) – wpis wraz z Meksykiem                      | 2019      |
|  | Caballos del Vino | 2020      |
|  | Flisactwo – wpis wraz z Austrią, Czechami, Łotwą, Niemcami i Polską | 2022      |

## Holandia(5)
|  | Rzemiosło młynarzy wiatraków i młynów wodnych | 2017 |
|  | Sokolnictwo – wpis wraz z Arabią Saudyjską, Austrią, Belgią, Chorwacją, Czechami, Francją, Hiszpanią, Irlandią, Katarem, Kazachstanem, Kirgistanem, Koreą Południową, Marokiem, Mongolią, Niemcami, Pakistanem, Polską, Portugalią, Syrią, Słowacją, Węgrami, Włochami i Zjednoczonymi Emiratami Arabskimi | 2021 |
|  | Kultura corso, parady kwiatów i owoców | 2021 |
|  | Technika nawadniania terenów zielonych – wpis wraz z Austrią, Belgią, Luksemburgiem, Niemcami, Szwajcarią i Włochami | 2023 |
|  | Letni karnawał w Rotterdamie | 2023 |

## Irlandia(3)
|  | Gra na dudach uilleann pipes | 2017 |
|  | Hurling                      | 2018 |
|  | Irlandzka gra na harfie      | 2019 |

## Litwa(3)
|  | Sztuka rzeźbienia krzyży i ich symbolika                  | 2001/2008 |
|  | Bałtyckie festiwale pieśni – wpis wraz z Estonią i Łotwą  | 2003/2008 |
|  | Sutartinės – litewskie wieloczęściowe pieśni polifoniczne | 2010      |

## Luksemburg(2)
|  | Tańcząca procesja w Echternach | 2010 |
|  | Sztuka muzyczna waltornistów – technika instrumentalna połączona ze śpiewem, kontrola oddechu, vibrato, rezonans miejsca i towarzyskość – wpis wraz z Belgią, Francją i Włochami | 2020 |

## Łotwa(2)
|  | Bałtyckie festiwale pieśni – wpis wraz z Estonią i Litwą                | 2003/2008 |
|  | Flisactwo – wpis wraz z Austrią, Czechami, Hiszpanią, Niemcami i Polską | 2022      |

## Macedonia Północna(4)
|  | Święto czterdziestu męczenników w Sztipie (22 marca)                             | 2013 |
|  | Kopaczka – taniec towarzyski we wsi Dramcze w regionie Pijanec                   | 2014 |
|  | Praktyki kulturowe związane z 1 marca – wpis wraz z Bułgarią, Mołdawią i Rumunią | 2017 |
|  | Hıdırellez – święto wiosny – wpis wraz z Turcją                                  | 2017 |

## Malta(1)
|  | Il-Ftira – sztuka kulinarna i kultura spłaszczonego chleba na zakwasie na Malcie | 2020 |

## Mołdawia(3)
|  | Kolędowanie (rum. Colind) – obrzęd bożonarodzeniowy – wpis wraz z Rumunią                  | 2013 |
|  | Tradycyjne rzemiosło dywanów naściennych w Rumunii i Mołdawii – wpis wraz z Rumunią        | 2016 |
|  | Praktyki kulturowe związane z 1 marca – wpis wraz z Bułgarią, Macedonią Północną i Rumunią | 2017 |

## Niemcy(5)
|  | Sokolnictwo – wpis wraz z Arabią Saudyjską, Austrią, Belgią, Czechami, Francją, Hiszpanią, Katarem, Koreą, Maroko, Mongolią, Portugalią, Syrią, Węgrami i Zjednoczonymi Emiratami Arabskimi | 2016 |
|  | Idea i praktyka organizacji wspólnych interesów w spółdzielniach | 2016 |
|  | Kunszt budowy organów i muzyka organowa | 2017 |
|  | Tkanina drukowana – drukowanie i farbowanie indygo w Europie – wpis wraz z Austrią, Czechami, Węgrami i Słowacją                                                                            | 2018 |
|  | Flisactwo – wpis wraz z Austrią, Czechami, Hiszpanią, Łotwą i Polską | 2022 |

## Norwegia(1)
|  | Tradycyjna muzyka i taniec w Setesdal – muzykowanie, taniec i śpiew (stev/stevjing) | 2019 |

## Polska(6)
|  | Szopkarstwo krakowskie | 2018 |
|  | Kultura bartnicza – wpis wraz z Białorusią | 2020 |
|  | Kwiatowe dywany na procesje Bożego Ciała | 2021 |
|  | Sokolnictwo – wpis wraz z Zjednoczonymi Emiratami Arabskimi, Austrią, Belgią, Chorwacją, Czechami, Francją, Niemcami, Węgrami, Irlandią, Włochami, Kazachstanem, Republiką Korei, Kirgistanem, Mongolią, Marokiem, Niderlandami, Pakistanem, Portugalią, Katarem, Arabią Saudyjską, Słowacją, Hiszpanią, Syryjską Republiką Arabską | 2021 |
|  | Flisactwo – wpis wraz z Austrią, Czechami, Hiszpanią, Łotwą i Niemcami | 2022 |
|  | Polonez — tradycyjny polski taniec | 2023 |

## Portugalia(7)
|  | Fado – portugalska pieśń śpiewana w miastach | 2011 |
|  | Dieta śródziemnomorska – wpis wraz z Chorwacją, Cyprem, Hiszpanią, Grecją, Marokiem i Włochami | 2013 |
|  | Cante Alentejano – śpiew polifoniczny z Alentejo | 2014 |
|  | Sokolnictwo – wpis wraz z Arabią Saudyjską, Austrią, Belgią, Chorwacją, Czechami, Francją, Hiszpanią, Holandią, Irlandią, Katarem, Kazachstanem, Kirgistanem, Koreą Południową, Maroko, Mongolią, Niemcami, Pakistanem, Polską, Syrią, Słowacją, Węgrami, Włochami i Zjednoczonymi Emiratami Arabskimi | 2016 |
|  | Wyrób glinianych figurek z Estremoz | 2017 |
|  | Karnawał w Podence, świętowanie końca zimy | 2019 |
|  | Wspólnotowe święto w Campo Maior | 2021 |

## Rosja(2)
|  | Przestrzeń kulturowa i kulturowy przekaz ustny starowierców Siemiejców | 2001/2008 |
|  | Oloncho – jakucki epos heroiczny                                       | 2005/2008 |

## Rumunia(7)
|  | Rytuał Căluş                                                                                | 2005/2008 |
|  | Tradycyjne pieśni Doina                                                                     | 2009      |
|  | Wyrób ceramiki w Horezu                                                                     | 2012      |
|  | Kolędowanie (rum. Colind) – obrzęd bożonarodzeniowy – wpis wraz z Mołdawią                  | 2013      |
|  | Tańce młodzieńca w Rumunii                                                                  | 2015      |
|  | Tradycyjne rzemiosło dywanów naściennych w Rumunii i Mołdawii – wpis wraz z Mołdawią        | 2016      |
|  | Praktyki kulturowe związane z 1 marca – wpis wraz z Bułgarią, Macedonią Północną i Mołdawią | 2017      |

## Serbia(6)
|  |                                                                                         | koło |
|  | --------------------------------------------------------------------------------------- | ---- |
|  | Slava – obchody święta patrona rodziny                                                  | 2014 |
|  | Kolo – tradycyjny taniec ludowy                                                         | 2017 |
|  | Śpiew przy akompaniamencie gusli                                                        | 2018 |
|  | Garncarstwo w Zlakusie                                                                  | 2020 |
|  | Praktyki społeczne i wiedza związana z produkcją i zastosowaniami tradycyjnej śliwowicy | 2022 |
|  | Malarstwo naiwne z Kovačicy                                                             | 2024 |

## Słowacja(7)
|  | Fujara i muzyka na ten instrument                                                                                | 2005/2008 |
|  | Muzyka z Terchovej                                                                                               | 2013      |
|  | Kultura związana z dudami                                                                                        | 2015      |
|  | Lalkarstwo w Czechach i na Słowacji – wpis wraz z Czechami                                                       | 2016      |
|  | Śpiew polifoniczny w regionie horehrońskim                                                                       | 2017      |
|  | Tkanina drukowana – drukowanie i farbowanie indygo w Europie – wpis wraz z Austrią, Czechami, Niemcami i Węgrami | 2018      |
|  | Drotárstvo – sztuka i rzemiosło druciarstwa                                                                      | 2019      |

## Słowenia(4)
|  | Przedstawienie pasyjne w Škofjej Loce | 2016 |
|  | Kurentowanie | 2017 |
|  | Sztuka kamiennych murów bez zaprawy – wiedza i technika – wpis wraz z Chorwacją, Cyprem, Francją, Grecją, Hiszpanią, Szwajcarią i Włochami | 2018 |
|  | Koronka klockowa w Słowenii (Koronka idrijska)                                                                                             | 2018 |

## Szwajcaria(7)
|  | Święto Winobrania w Vevey | 2016 |
|  | Karnawał w Bazylei | 2017 |
|  | Sztuka kamiennych murów bez zaprawy – wiedza i technika – wpis wraz z Chorwacją, Cyprem, Francją, Grecją, Hiszpanią, Słowenią i Włochami | 2018 |
|  | Zarządzanie ryzykiem lawinowym – wpis wraz z Austrią                                                                                     | 2018 |
|  | Alpinizm – wpis wraz ze Francją i Włochami                                                                                               | 2019 |
|  | Procesje Wielkiego Tygdonia w Mendrisio                                                                                                  | 2019 |
|  | Rzemiosło zegarmistrzostwa i sztuka mechaniki zegarków – wpis wraz ze Francją                                                            | 2020 |

## Ukraina(3)
|  | Sztuka malarstwa dekoracyjnego z Petrykiwki                    | 2013 |
|  | Tradycje związane z wyrobem malowanej ceramiki w mieście Kosów | 2019 |
|  | Ornek – ozdoba krymskotatarska i wiedza o nim                  | 2021 |

## Węgry(4)
|  | Festiwal Busó w Mohaczu | 2009 |
|  | Sokolnictwo – wpis wraz z Arabią Saudyjską, Austrią, Belgią, Czechami, Francją, Hiszpanią, Katarem, Koreą, Maroko, Mongolią, Niemcami, Portugalią, Syrią i Zjednoczonymi Emiratami Arabskimi | 2012 |
|  | Sztuka haftu tradycyjnej społeczności Matyó | 2012 |
|  | Tkanina drukowana d rukowanie i farbowanie indygo w Europie – wpis wraz z Austrią, Czechami, Niemcami i Słowacją                                                                             | 2018 |

## Włochy(13)
|  | Opera dei Pupi – Sycylijski Teatr Lalek | 2005/2008  |
|  | „Pieśń Tenorów” – wyraz sardyńskiej kultury pasterskiej | 2005/2008  |
|  | Dieta śródziemnomorska – wpis wraz z Chorwacją, Cyprem, Hiszpanią, Grecją, Marokiem i Portugalią                                                                                      | 2010       |
|  | Tradycyjne lutnictwo w Cremonie | 2012       |
|  | Procesje z figurami | 2013       |
|  | Tradycyjny sposób uprawy winorośli (vite ad alberello) na wyspie Pantelleria | 2014       |
|  | Sztuka neapolitańskich „Pizzaiuolo” | 2017       |
|  | Sztuka kamiennych murów bez zaprawy – wiedza i technika – wpis wraz z Chorwacją, Cyprem, Francją, Grecją, Hiszpanią, Słowenią i Szwajcarią                                            | 2018       |
|  | Alpinizm – wpis wraz ze Francją i Szwajcarią | 2019       |
|  | Celestyńskie święto przebaczenia | 2019       |
|  | Sezonowy wypas zwierząt wzdłuż szlaków migracyjnych w basenie Morza Śródziemnego i w Alpach – wpis wraz z Austrią i Grecją                                                            | 2019, 2023 |
|  | Sztuka muzyczna waltornistów – technika instrumentalna połączona ze śpiewem, kontrola oddechu, vibrato, rezonans miejsca i towarzyskość – wpis wraz z Belgią, Francją i Luksemburgiem | 2020       |
|  | Sztuka szklanych koralików – wpis wraz z Francją | 2020       |